# Dibromo
El Dibromo es un compuesto químico inorgánico de fórmula Br
2, es un líquido de marrón rojizo oscuro con un olor penetrante. El Dibromo sirve para la producción de retardantes de llama, pesticidas y compuestos farmacéuticos. Se emplea en el tratamiento de aguas para eliminar microorganismos. También en Combustibles de aviación, Anteriormente se usaba en compuestos como el dibromoetano (C₂H₄Br₂) en la gasolina con plomo. En síntesis orgánica actúa como agente de halogenación en reacciones químicas

## Riesgos[2]
El Dibromo es tóxico y su inhalación puede provocar irritación severa en el sistema respiratorio. Su manipulación requiere medidas de seguridad, incluyendo el uso de guantes y protección ocular. Debido a su impacto ambiental, su uso ha sido regulado en varias aplicaciones.